# فاطمة بنت المنذر
فاطمة بنت المنذر بن الزبير بن العوام تابعية، زوجة هشام بن عروة وهي أخت عاصم بن المنذر، جدتها أسماء بنت أبي بكر، قيل أن أمها حفصة بنت عبد الرحمن بن أبي بكر، وقيل أمها أم ولد، ولدت عروة ومحمدًا.

## روايتها للحديث
- روت عن: جدتها أسماء بنت أبي بكر، وعمرة بنت عبد الرحمن، وأم سلمة.
- روى عنها: محمد بن إسحاق بن يسار، ومحمد بن سوقة وزوجها هشام بن عروة. وروى عنها البخاري ومسلم وأبو داود والترمذي والنسائي وأحمد وابن ماجة في كتبهم.
- قال عنها أحمد بن عبد الله العجلي: «مدنية تابعية ثقة». وقال هشام بن عروة: «كانت أكبر مني بثلاث عشرة سنة»، وكان مولد هشام سنة 61 هـ، فيكون مولدها سنة 50 هـ.[1]